# The Arockalypse
The Arockalypse je album finske glasbene skupine Lordi. Izšel je leta 2006 pri založbi Sony BMG.

## Seznam skladb
1. "SCG3 Special Report" – 3:46
2. "Bringing Back the Balls to Rock" – 3:31
3. "The Deadite Girls Gone Wild" – 3:45
4. "The Kids Who Wanna Play with the Dead" – 4:07
5. "It Snows In Hell" (feat. Bruce Kulick) – 3:37
6. "Who's Your Daddy?" – 3:38
7. "Hard Rock Hallelujah" – 4:07
8. "They Only Come Out at Night" (feat. Udo Dirkschneider) – 3:49
9. "The Chainsaw Buffet" (feat. Jay Jay French) – 3:57
10. "Good to Be Bad" – 3:31
11. "The Night of the Loving Dead" – 3:09
12. "Supermonstars (The Anthem of the Phantoms)" – 4:04